# Max Meyer-Olbersleben

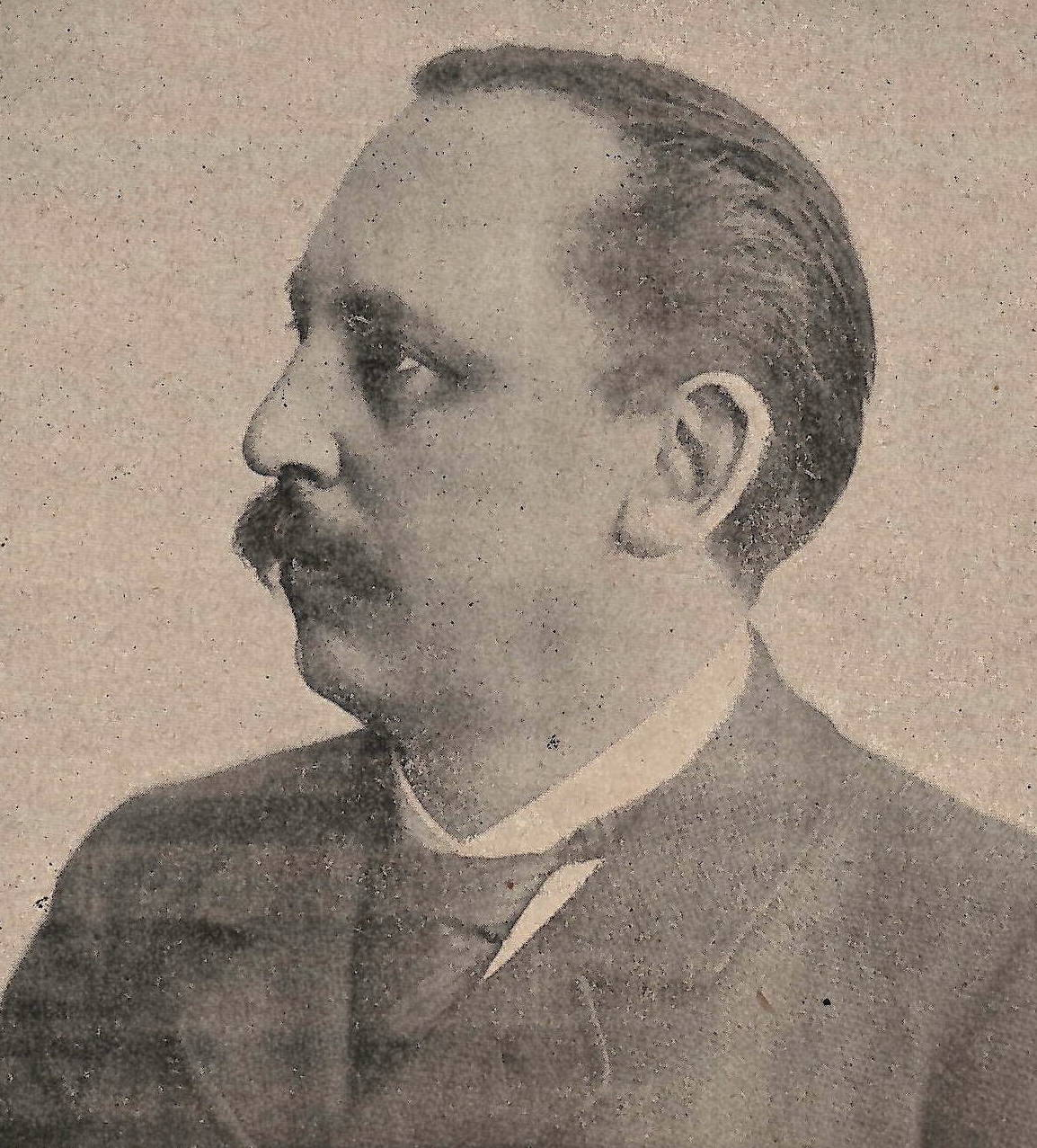
Max Meyer-Olbersleben, um 1896

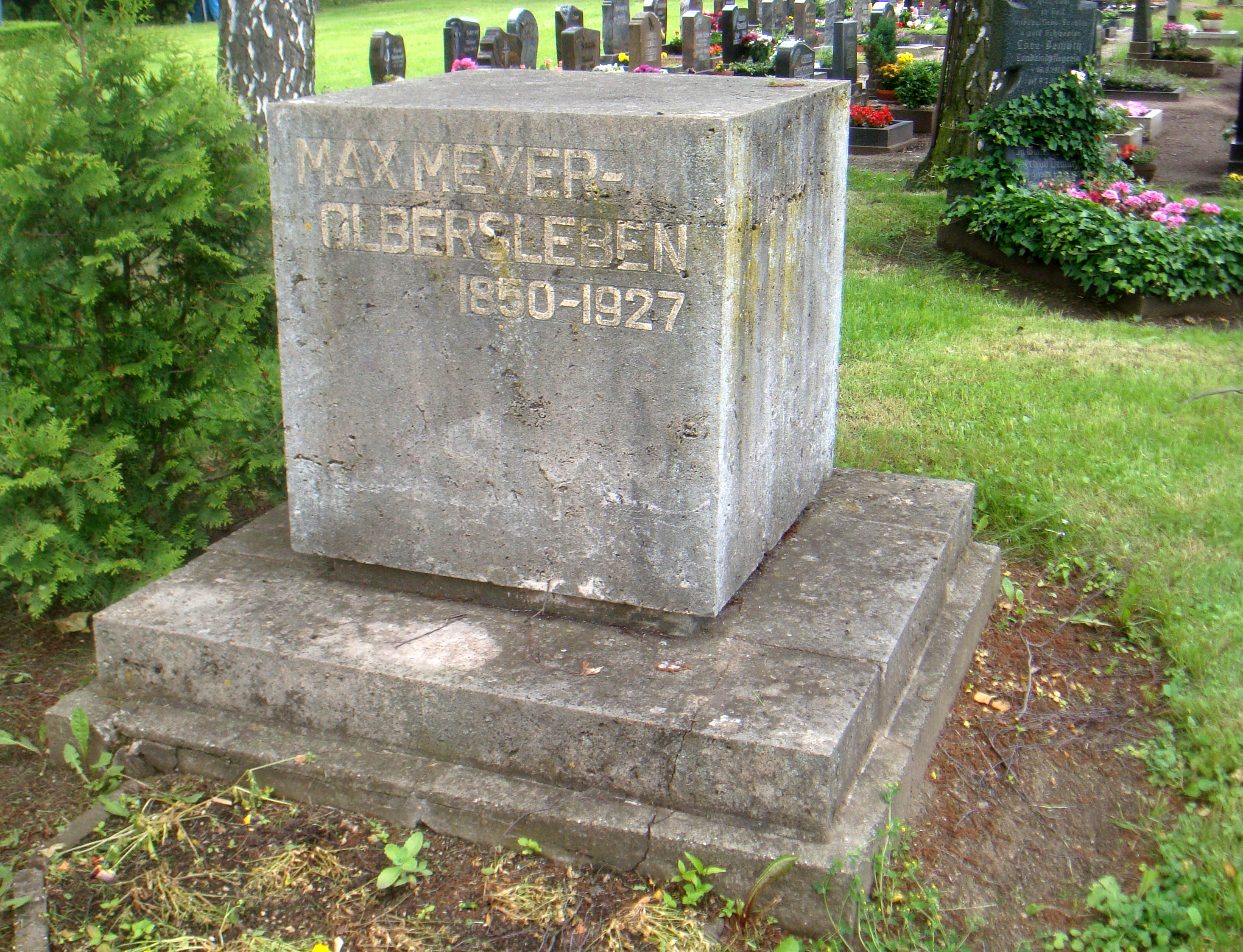
Gedenkstein auf dem Friedhof Olbersleben im Bauhaus-Stil

Max Meyer-Olbersleben (* 5. April 1850 in Olbersleben; † 31. Dezember 1927 in Würzburg) war ein deutscher Komponist und Pianist. 

## Leben
Meyer-Olbersleben studierte bei Carl Müllerhartung und Franz Liszt an der Weimarer Orchesterschule und bei Josef Gabriel Rheinberger, Franz Wüllner und Peter Cornelius an der Königlich Bayerischen Musikschule.
Nach dem Studium wurde er Dozent für Klavier und Theorie in Weimar. Später war er Professor für Kontrapunkt und Komposition am Bayerischen Staatskonservatorium der Musik in Würzburg, dessen Direktor er von 1907 bis 1920 war. Zu seinen Schülern zählten unter anderem Adolf Sandberger, Heinrich Steinbeck, Bernard Homola, und Ludwig Müller („Waldmüller“). Daneben dirigierte er seit 1879 die 1842 aus mehreren Vorgängerorganisationen gebildete Würzburger Liedertafel. Seit 1898 war er Vorstandsmitglied des Deutschen Sängerbundes. 1914 erhielt er den Titel Hofrat. Er war Hof-Kapellmeister des Würzburger Bischofs.
Meyer-Olbersleben wurde vor allem als Komponist von Liedern und Chorwerken bekannt, daneben werden auch einige seiner kammermusikalischen Werke noch heute gespielt.
Seine Kinder sind Max, Hildegard, Vera (Sängerin und Musikpädagogin) und Ernst Meyerolbersleben (Komponist).

## Werke
- Gothen-Treue für Männerchor und Orchester op. 45 (Text: Felix Dahn)